# Ouricuri (kommun)
Ouricuri är en kommun i Brasilien.   Den ligger i delstaten Pernambuco, i den östra delen av landet, 1 200 km nordost om huvudstaden Brasília. Antalet invånare är 70 335.
Följande samhällen finns i Ouricuri:
- Ouricuri

Omgivningarna runt Ouricuri är huvudsakligen savann. Runt Ouricuri är det ganska glesbefolkat, med 26 invånare per kvadratkilometer.